# 红星桥 (无锡)
31°33′27″N 120°17′16″E / 31.55759°N 120.28770°E

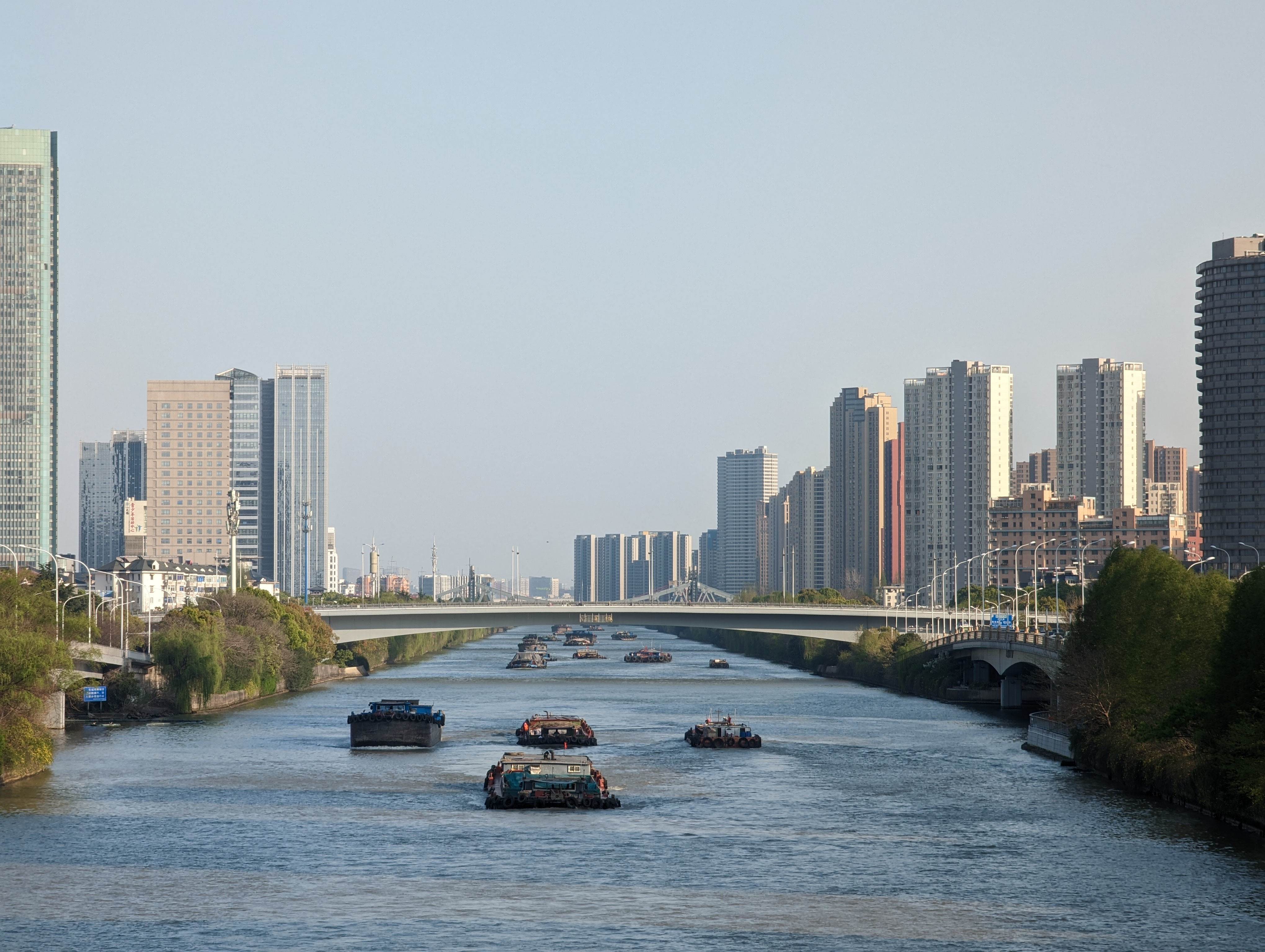
从开源大桥上向南看红星桥

红星桥，是位于中华人民共和国江苏省无锡市梁溪区的一座大桥，跨京杭大运河。

## 特点
红星桥原为一座小桥，1989年拆除。无锡市人民政府在西约100米重建大桥，1990年建成，桥梁结构为连续梁。大桥往南通第三钢铁厂，北边与纳新桥相接。1996年，由无锡市市政工程设计院设计的红星桥获江苏省优秀设计一等奖，此外工程还获得中华人民共和国建设部优秀设计三等奖。2001年，从健康路起拓宽、打通建成红星路。

## 相关
- 梁溪大桥站